# Liste der Nummer-eins-Hits in den USA (1947)
Dies ist eine Liste der Nummer-eins-Hits in den von Billboard ermittelten Best-Sellers-in-Stores-Charts (Verkaufscharts) in den USA im Jahr 1947. In diesem Jahr gab es elf Nummer-eins-Singles und sieben Nummer-eins-Alben.

## Singles
| ← 1946 ← | Liste der Nummer-eins-Hits in den USA | Liste der Nummer-eins-Hits in den USA                          | Liste der Nummer-eins-Hits in den USA                                                | 1948 →                    |
| \| Zeitraum \| Wo. ges. \| Interpret \| Titel Autor(en) \| Zusätzliche Informationen \| \| (Zeitraum, Wochen auf Platz eins, Interpret, Titel, Autor[en], zusätzliche Informationen) \| \| \| \| \| \| ----------------------------------------------------------------------------------------- \| -------- \| -------------------------------------------------------------- \| --------------------------------------------------------------------------------------- \| ------------------------- \| \| 28. Dezember 1946 – 14. Februar 1947 7 Wochen (insgesamt 7) \| 7 \| Swing and Sway with Sammy Kaye with Billy Williams & Chorus \| The Old Lamp-Lighter Nat Simon, Charles Tobias \| - \| \| 15. Februar 1947 – 21. Februar 1947 1 Woche (insgesamt 1) \| 1 \| Nat King Cole \| (I Love You) for Sentimental Reasons[1] Deek Watson, William Best \| - \| \| 22. Februar 1947 – 28. Februar 1947 1 Woche (insgesamt 1) \| 1 \| Count Basie & His Orchestra with Sweets Edison & Bill Johnson \| Open the Door, Richard[2] Frank Clarke, Jack McVea \| - \| \| 1. März 1947 – 14. März 1947 2 Wochen (insgesamt 2) \| 2 \| Freddy Martin & his Orchestra with Stuart Wade & Ensemble \| Managua, Nicaragua[3] Irving Fields, Albert Gamse \| - \| \| 15. März 1947 – 6. Juni 1947 12 Wochen (insgesamt 12) \| 12 \| Ted Weems & His Orchestra with Elmo Tanner \| Heartaches Al Hoffman, John Klenner \| - \| \| 7. Juni 1947 – 20. Juni 1947 2 Wochen (insgesamt 2) \| 2 \| Art Lund with Johnny Thompson & His Orchestra \| Mam’selle[4] Edmund Goulding, Mack Gordon \| - \| \| 21. Juni 1947 – 27. Juni 1947 1 Woche (insgesamt 4) \| 4 \| The Harmonicats \| Peg o’ My Heart[5] Alfred Bryan, Fred Fisher \| - \| \| 28. Juni 1947 – 18. Juli 1947 3 Wochen (insgesamt 3) \| 3 \| Perry Como & The Satisfiers with Lloyd Shaffer & His Orchestra \| Chi-Baba, Chi-Baba (My Bambino Go to Sleep)[6] Al Hoffman, Jerry Livingston, Mack David \| - \| \| 19. Juli 1947 – 8. August 1947 3 Wochen (insgesamt 4) \| 4 \| The Harmonicats \| Peg o’ My Heart Alfred Bryan, Fred Fisher \| - \| \| 9. August 1947 – 19. September 1947 6 Wochen (insgesamt 6) \| 6 \| Tex Williams & His Western Caravan \| Smoke! Smoke! Smoke! (That Cigarette)[7] Merle Travis, Tex Williams \| - \| \| 20. September 1947 – 12. Dezember 1947 12 Wochen (insgesamt 12) \| 12 \| Francis Craig & His Orchestra \| Near You[8] Francis Craig, Kermit Goell \| - \| \| 13. Dezember 1947 – 20. Februar 1948 10 Wochen (insgesamt 10) \| 10 \| Vaughn Monroe & His Orchestra \| Ballerina[9] Bob Russell, Carl Sigman \| - \| |                                       |                                                                |                                                                                      |                           |
| ← 1946 |                                       |                                                                |                                                                                      | → 1948 →                  |
| Zeitraum | Wo. ges.                              | Interpret                                                      | Titel Autor(en)                                                                      | Zusätzliche Informationen |
| (Zeitraum, Wochen auf Platz eins, Interpret, Titel, Autor[en], zusätzliche Informationen) |                                       |                                                                |                                                                                      |                           |
| 28. Dezember 1946 – 14. Februar 1947 7 Wochen (insgesamt 7) | 7                                     | Swing and Sway with Sammy Kaye with Billy Williams & Chorus    | The Old Lamp-Lighter Nat Simon, Charles Tobias                                       | -                         |
| 15. Februar 1947 – 21. Februar 1947 1 Woche (insgesamt 1) | 1                                     | Nat King Cole                                                  | (I Love You) for Sentimental Reasons Deek Watson, William Best                       | -                         |
| 22. Februar 1947 – 28. Februar 1947 1 Woche (insgesamt 1) | 1                                     | Count Basie & His Orchestra with Sweets Edison & Bill Johnson  | Open the Door, Richard Frank Clarke, Jack McVea                                      | -                         |
| 1. März 1947 – 14. März 1947 2 Wochen (insgesamt 2) | 2                                     | Freddy Martin & his Orchestra with Stuart Wade & Ensemble      | Managua, Nicaragua Irving Fields, Albert Gamse                                       | -                         |
| 15. März 1947 – 6. Juni 1947 12 Wochen (insgesamt 12) | 12                                    | Ted Weems & His Orchestra with Elmo Tanner                     | Heartaches Al Hoffman, John Klenner                                                  | -                         |
| 7. Juni 1947 – 20. Juni 1947 2 Wochen (insgesamt 2) | 2                                     | Art Lund with Johnny Thompson & His Orchestra                  | Mam’selle Edmund Goulding, Mack Gordon                                               | -                         |
| 21. Juni 1947 – 27. Juni 1947 1 Woche (insgesamt 4) | 4                                     | The Harmonicats                                                | Peg o’ My Heart Alfred Bryan, Fred Fisher                                            | -                         |
| 28. Juni 1947 – 18. Juli 1947 3 Wochen (insgesamt 3) | 3                                     | Perry Como & The Satisfiers with Lloyd Shaffer & His Orchestra | Chi-Baba, Chi-Baba (My Bambino Go to Sleep) Al Hoffman, Jerry Livingston, Mack David | -                         |
| 19. Juli 1947 – 8. August 1947 3 Wochen (insgesamt 4) | 4                                     | The Harmonicats                                                | Peg o’ My Heart Alfred Bryan, Fred Fisher                                            | -                         |
| 9. August 1947 – 19. September 1947 6 Wochen (insgesamt 6) | 6                                     | Tex Williams & His Western Caravan                             | Smoke! Smoke! Smoke! (That Cigarette) Merle Travis, Tex Williams                     | -                         |
| 20. September 1947 – 12. Dezember 1947 12 Wochen (insgesamt 12) | 12                                    | Francis Craig & His Orchestra                                  | Near You Francis Craig, Kermit Goell                                                 | -                         |
| 13. Dezember 1947 – 20. Februar 1948 10 Wochen (insgesamt 10) | 10                                    | Vaughn Monroe & His Orchestra                                  | Ballerina Bob Russell, Carl Sigman                                                   | -                         |

## Alben
| ← 1946 ← | Liste der Nummer-eins-Alben in den USA | Liste der Nummer-eins-Alben in den USA | Liste der Nummer-eins-Alben in den USA              | 1948 →                    |
| \| Zeitraum \| Wo. ges. \| Interpret \| Titel \| Zusätzliche Informationen \| \| (Zeitraum, Wochen auf Platz eins, Interpret, Titel, zusätzliche Informationen) \| \| \| \| \| \| ------------------------------------------------------------------------------ \| -------- \| ---------------------------- \| ------------------------------------------------------- \| ------------------------- \| \| 23. November 1946 – 10. Januar 1947 7 Wochen (insgesamt 35) \| 35 \| Bing Crosby \| Merry Christmas \| - \| \| 11. Januar 1947 – 17. Januar 1947 1 Woche (insgesamt 1) \| 1 \| Harry James & his Orchestra \| All-Time Favorites \| - \| \| 18. Januar 1947 – 31. Januar 1947 2 Wochen (insgesamt 19) \| 19 \| Glenn Miller & his Orchestra \| Glenn Miller - An Album of Outstanding Arrangements[10] \| - \| \| 1. Februar 1947 – 7. Februar 1947 1 Woche (insgesamt 25) \| 25 \| Al Jolson \| The Jolson Story[11] \| - \| \| 8. Februar 1947 – 14. Februar 1947 1 Woche (insgesamt 19) \| 19 \| Glenn Miller & his Orchestra \| Glenn Miller - An Album of Outstanding Arrangements \| - \| \| 15. Februar 1947 – 1. August 1947 24 Wochen (insgesamt 25) \| 25 \| Al Jolson \| The Jolson Story \| - \| \| 2. August 1947 – 15. August 1947 2 Wochen (insgesamt 5) \| 5 \| Dorothy Shay \| Dorothy Shay Sings[12] \| - \| \| 16. August 1947 – 26. September 1947 6 Wochen (insgesamt 9) \| 9 \| Al Jolson \| Souvenir Album \| - \| \| 27. September 1947 – 3. Oktober 1947 1 Woche (insgesamt 5) \| 5 \| Dorothy Shay \| Dorothy Shay Sings \| - \| \| 4. Oktober 1947 – 10. Oktober 1947 1 Woche (insgesamt 9) \| 9 \| Al Jolson \| Souvenir Album \| - \| \| 11. Oktober 1947 – 17. Oktober 1947 1 Woche (insgesamt 5) \| 5 \| Dorothy Shay \| Dorothy Shay Sings \| - \| \| 18. Oktober 1947 – 24. Oktober 1947 1 Woche (insgesamt 9) \| 9 \| Al Jolson \| Souvenir Album \| - \| \| 25. Oktober 1947 – 31. Oktober 1947 1 Woche (insgesamt 5) \| 5 \| Dorothy Shay \| Dorothy Shay Sings \| - \| \| 1. November 1947 – 7. November 1947 1 Woche (insgesamt 9) \| 9 \| Al Jolson \| Souvenir Album \| - \| \| 8. November 1947 – 14. November 1947 1 Woche (insgesamt 1) \| 1 \| Glenn Miller & his Orchestra \| Masterpieces Vol. II \| - \| \| 15. November 1947 – 9. Januar 1948 8 Wochen (insgesamt 35) \| 35 \| Bing Crosby \| Merry Christmas \| - \| |                                        |                                        |                                                     |                           |
| ← 1946 |                                        |                                        |                                                     | → 1948 →                  |
| Zeitraum | Wo. ges.                               | Interpret                              | Titel                                               | Zusätzliche Informationen |
| (Zeitraum, Wochen auf Platz eins, Interpret, Titel, zusätzliche Informationen) |                                        |                                        |                                                     |                           |
| 23. November 1946 – 10. Januar 1947 7 Wochen (insgesamt 35) | 35                                     | Bing Crosby                            | Merry Christmas                                     | -                         |
| 11. Januar 1947 – 17. Januar 1947 1 Woche (insgesamt 1) | 1                                      | Harry James & his Orchestra            | All-Time Favorites                                  | -                         |
| 18. Januar 1947 – 31. Januar 1947 2 Wochen (insgesamt 19) | 19                                     | Glenn Miller & his Orchestra           | Glenn Miller - An Album of Outstanding Arrangements | -                         |
| 1. Februar 1947 – 7. Februar 1947 1 Woche (insgesamt 25) | 25                                     | Al Jolson                              | The Jolson Story                                    | -                         |
| 8. Februar 1947 – 14. Februar 1947 1 Woche (insgesamt 19) | 19                                     | Glenn Miller & his Orchestra           | Glenn Miller - An Album of Outstanding Arrangements | -                         |
| 15. Februar 1947 – 1. August 1947 24 Wochen (insgesamt 25) | 25                                     | Al Jolson                              | The Jolson Story                                    | -                         |
| 2. August 1947 – 15. August 1947 2 Wochen (insgesamt 5) | 5                                      | Dorothy Shay                           | Dorothy Shay Sings                                  | -                         |
| 16. August 1947 – 26. September 1947 6 Wochen (insgesamt 9) | 9                                      | Al Jolson                              | Souvenir Album                                      | -                         |
| 27. September 1947 – 3. Oktober 1947 1 Woche (insgesamt 5) | 5                                      | Dorothy Shay                           | Dorothy Shay Sings                                  | -                         |
| 4. Oktober 1947 – 10. Oktober 1947 1 Woche (insgesamt 9) | 9                                      | Al Jolson                              | Souvenir Album                                      | -                         |
| 11. Oktober 1947 – 17. Oktober 1947 1 Woche (insgesamt 5) | 5                                      | Dorothy Shay                           | Dorothy Shay Sings                                  | -                         |
| 18. Oktober 1947 – 24. Oktober 1947 1 Woche (insgesamt 9) | 9                                      | Al Jolson                              | Souvenir Album                                      | -                         |
| 25. Oktober 1947 – 31. Oktober 1947 1 Woche (insgesamt 5) | 5                                      | Dorothy Shay                           | Dorothy Shay Sings                                  | -                         |
| 1. November 1947 – 7. November 1947 1 Woche (insgesamt 9) | 9                                      | Al Jolson                              | Souvenir Album                                      | -                         |
| 8. November 1947 – 14. November 1947 1 Woche (insgesamt 1) | 1                                      | Glenn Miller & his Orchestra           | Masterpieces Vol. II                                | -                         |
| 15. November 1947 – 9. Januar 1948 8 Wochen (insgesamt 35) | 35                                     | Bing Crosby                            | Merry Christmas                                     | -                         |